# تريفور وايت
تريفور وايت هو ممثل كندي، ولد في 26 أكتوبر 1970 بفانكوفر في كندا.

## وصلات خارجية
- تريفور وايت على موقع IMDb (الإنجليزية)
- تريفور وايت على موقع ميوزك برينز (الإنجليزية)
- تريفور وايت على موقع قاعدة بيانات الفيلم (الإنجليزية)